# Marceau Lherminé
Marceau Lherminé, né le 19 décembre 1910 à Rouen et mort le 8 février 1979 aux Sables-d'Olonne, est un footballeur international français évoluant au poste d'attaquant.

## Carrière
Marceau Lherminé évolue au FC Rouen de 1932 à 1934. En 1933, il connaît sa première et unique sélection en équipe de France de football. Il affronte le 10 juin 1933 lors d'un match amical l'équipe de Tchécoslovaquie. Les Français s'inclinent lourdement sur le score de quatre buts à zéro.